# Escándalo por caos y colas en la vacunación de ancianos en la ciudad de Buenos Aires
El escándalo por caos y colas en la vacunación de ancianos en la Ciudad de Buenos Aires se refiere al caos sucedido en marzo de 2021 cuando miles de ancianos mayores de 80 años tuvieron que realizar colas, durante horas, de pie y con más de 30 grados de temperaturas, para poder ser vacunados contra la COVID-19 por el gobierno de la Ciudad Autónoma de Buenos Aires (CABA). El escándalo se superpuso con otro escándalo debido a la privatización de la vacunación contra la COVID-19, que permitió que aquellas personas que cuenten con un servicio de salud privado, puedan vacunarse por fuera del servicio de vacunación público. El Gobierno de la CABA venía siendo advertido desde diciembre de 2020, que las insuficiencias del sistema de registración adoptado podía causar serios trastornos, sobre todo para las personas ancianas. El jefe de Gobierno, Horacio Rodríguez Larreta, canceló la visita programada al vacunatorio del Luna Park y se abstuvo de hacer declaraciones frente a los hechos, mientras que el ministro de Salud de la Ciudad, Fernán Quirós, pidió disculpas y atribuyó el caos al hecho de que los ancianos asistieran con acompañantes y llegaran con anticipación, comprometiéndose a triplicar la cantidad de vacunatorios.

## Antecedentes
Desde diciembre de 2020 el Gobierno de la CABA venía siendo advertido acerca de las insuficiencias del sistema de registración adoptado que podía causar serios trastornos, sobre todo para las personas ancianas.
En febrero de 2021 se inició un proceso penal contra las autoridades de la CABA por privatizar parte de la vacunación contra la COVID-19, derivando gran cantidad de vacunas para que se vacunen personas que cuenten con un servicio de salud privado, por fuera del servicio de vacunación público. Ese mismo mes colapsó el sitio web de la CABA, al abrir la inscripción para vacunarse para mayores de 80 años. 

## Hechos
El 9 de marzo de 2021 el gobierno de la Ciudad de Buenos Aires inició la vacunación de las personas mayores de 80 años, en dos grandes vacunatorios, ubicados en el estadio Luna Park y el Club Atlético San Lorenzo de Almagro. En ambos sitios se evidenciaron serias fallas de organización que llevaron al colapso a media mañana, cuando no se permitió nuevos ingresos, causando la formación de filas de hasta tres cuadras de extensión, en la vereda, bajo el sol en el caso de San Lorenzo, debiendo permanecer de pie a una temperatura superior a 30 grados. Varios adultos mayores se descompensaron y desmayaron, debiendo ser asistidos por personal médico en el Luna Park. En San Lorenzo no se había previsto dispositivo médico, razón por la cual fueron los policías quienes atendieron a las personas mayores que se descomponían.
El jefe de Gobierno, Horacio Rodríguez Larreta, canceló la visita programada al vacunatorio del Luna Park y se abstuvo de hacer declaraciones frente a los hechos, mientras que el ministro de Salud de la Ciudad, Fernán Quirós, pidió disculpas y atribuyó el caos al hecho de que los ancianos asistieran con acompañantes y llegaran con anticipación, comprometiéndose a triplicar la cantidad de vacunatorios.